# Yoweri Museveni
Yoweri Kaguta Museveni (Ntungamo, 15 de septiembre de 1944) es un político, exguerrillero, dictador y autócrata ugandés que se ha desempeñado como presidente de la República de Uganda desde el 26 de enero de 1986. Tomó el poder después del derrocamiento de Milton Obote por el general Idi Amin y del general Tito Okello por Museveni.
Ejerció un régimen autoritario, y estuvo implicado en las rebeliones que derrocaron al dictador Idi Amin y a su sucesor, Milton Obote. A diferencia de ellos, Museveni ha traído estabilidad al país, si exceptuamos la región del norte de Uganda, que sigue adoleciendo de conflictos armados de tipo interétnico y tribales.
Fue también durante el comienzo de su gobierno cuando aumentó de manera alarmante la tasa de personas infectadas con el virus VIH (SIDA). Ha logrado disminuir significativamente esas tasas, llegando a niveles de infección comparativamente bajos. Dicha campaña se conoce por el nombre de sus siglas en inglés, ABC (Abstinence, Be faithful, use a Condom, traducido al español como "Abstinencia, ser fiel y usar preservativo").
Ganó las elecciones celebradas en 1985, para el período 1986-1992, y según la constitución de Uganda, con la posibilidad de reelección indefinida. En todas las elecciones siguientes desde 1991 resultó reelecto de manera fraudulenta, con mayoría de los votos para el período 1992-1998.[cita requerida] Museveni llegó al poder en 1986, pero solo en 2006 permitió la participación de partidos políticos en unas elecciones, ya que regía un sistema de partido único.
En 1997 volvió a ganar las elecciones, para el período 1998-2004. Aunque la oposición decidió abstenerse en las elecciones de 2003, estas se llevaron a cabo. Al ser el único candidato que se presentaba en las elecciones, ganó casi con el 100 % de los votos para el período 2004-2010. En 2009 ganó nuevamente las elecciones con mayoría absoluta para el período 2010-2016, aunque la opinión pública internacional y los propios ugandeses no veían cuan verdadera democracia existía en esas elecciones, al igual que los candidatos opositores, que estaban siendo amenazados o acusados para no participar en las elecciones. Museveni decidió realizar elecciones presidenciales nuevamente en febrero de 2011 y salió airoso.
El rey de Buganda, el reino más grande de Uganda, es más popular que el propio presidente, dato este muy significativo a la hora de valorar la figura de Museveni.
Museveni ha entrado a participar en la guerra civil de la República Democrática del Congo, en donde se han visto involucrados, además de Uganda, los siguientes países: Tanzania, Ruanda y Burundi.

## Biografía

### Primeros años y Educación
Museveni nació el 15 de septiembre de 1944, en el Distrito de Ntungamo, ubicado al sudoeste de Uganda.  Según varios informes, sus padres eran de origen ruandés, su madre de la tribu tutsi. De pequeño, vivió en un entorno dominado por la tribu de los Ankole (hasta su disolución en 1966). Fue educado por diversos misioneros cristianos, ingresando primero a la Escuela Ntare en Mbabare, Suazilandia, y luego a la Universitary College, ubicada en Dar es Salam, Tanzania, en donde estudió Ciencias Políticas y Economía. En aquella institución, se mostró cercano al anticolonialismo, y al panafricanismo.
Poco después, se convierte en el primer presidente del Frente Revolucionario de Estudiantes Africanos (USARF), que congregaba a estudiantes provenientes de África Oriental, partidarios de la emancipación de sus países.
En 1970, obtiene su Bachelor in Arts, y fue asistente del gabinete del Presidente Milton Obote hasta su derrocamiento en 1971, por parte de una rama del ejército liderado por Idi Amin. Tras esto, Museveni parte al exilio hacia Tanzania en 1972, donde mientras trabajaba como profesor de escuela, planeaba el derrocamiento del régimen de Amin.

### Derrocamiento de Idi Amin
En Tanzania, Museveni se mostró cercano a las tácticas guerrilleras del Frente de Liberación de Mozambique (FRELIMO), y en septiembre de 1972, se une a un intento de golpe de Estado liderado por Obote. El golpe fracasa estrepitosamente, debido a que eran pocos y estaban muy mal preparados, pero aun así, Museveni logra huir hacia Tanzania, en donde crea su propio grupo guerrillero llamado Ejército de Salvación Nacional (FRONASA). Su grupo guerrillero se traslada a Mozambique, en donde instalan su campo de entrenamiento, y en 1978, el FRONASA se combina con diversos grupos de oposición ugandés, creando el Frente de Liberación Nacional (NLF), quienes junto a las Fuerzas Armadas de Mozambique, planean un nuevo golpe de Estado. La invasión dio lugar el 30 de octubre de 1978, en el que tras 5 meses de intenso combate, logran derrocar al régimen de Idi Amin el 11 de abril de 1979, quién huye hacia Libia y posteriormente a Arabia Saudita, donde pasará el resto de su vida. En tanto, el NLF instaura un gobierno provisional en Uganda, en donde es presidido de manera interina por varios gobernantes, y Museveni, es designado como Ministro de Defensa, y posteriormente como Ministro de Cooperación Regional. En 1980, fue uno de los responsables a cargo de que Obote volviera al poder.

### Carrera política y guerra civil (1981-1986)
Poco después, Museveni entra de lleno a la política, fundando el partido político Movimiento Patriótico Ugandés (UPM), en el cual se presenta como candidato parlamentario para las elecciones generales realizadas el 10 de diciembre de 1980. Sin embargo, en estas elecciones solamente logran obtener un escaño, mientras que por otro lado, ganan por aplastante mayoría los partidarios de Obote, quien no tardaría en saberse que ganó por un masivo fraude electoral. [cita requerida]Tras saberse del escándalo, Museveni y su partido forman parte de la oposición, liderada por el Partido Democrático de Uganda, dirigido por Paul Kawanga. Sin embargo, Museveni, contrario a hacer una crítica parlamentaria como lo hacía Kawanga, decide tomar las armas, dando paso a la guerra civil ugandesa.

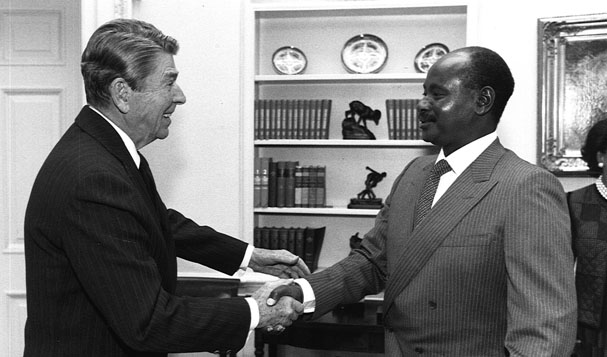
Yoweri Museveni junto con Ronald Reagan, en octubre de 1987.

En 1981, Museveni y su seguidores fundan el Ejército de Resistencia Nacional (NRA), y un grupo político llamado Movimiento de Resistencia Nacional (NRM), se establecen en el distrito de Mubende, financiados por el gobierno de Tanzania, que además, interviene militarmente en las zonas fronterizas de Uganda
La presidencia de Museveni se vio empañada por la participación en la guerra civil en la República Democrática del Congo y otros conflictos en la región de los Grandes Lagos; la rebelión en el norte de Uganda por parte del Ejército de Resistencia del Señor que provocó una emergencia humanitaria; y la supresión de la oposición política y las enmiendas constitucionales que derogan los límites presidenciales (2005) y el límite de edad presidencial (2017), lo que permite la expansión de su mandato graves crímenes de lesa humanidad, por un lado Obote ordenó diversas masacres hacia civiles y opositores, mientras que Museveni y el NRA hicieron uso de niños soldados para diversas misiones guerrilleras. El conflicto sufrió un inesperado giro, cuando el 27 de julio de 1985, Obote es nuevamente derrocado, pero no por el NRA, sino por militares de la etnia acholi, quienes tomaron el control de Kampala, la capital de Uganda. Al asumir el teniente general Tito Okello como jefe de la Junta militar, continuaron las hostilidades entre el nuevo gobierno y el NRA, el cual tuvo un alto al fuego, luego de que el NRA tomara la ciudad estratégica de Masaka, por lo que ambos dieron comienzo a una serie de negociaciones y diálogos de paz, y el 17 de diciembre de ese año, Okello y Museveni firman un acuerdo de paz en Nairobi, Kenia, en la que se crearía un ejército nacional unificado, nombrandose a Museveni vicepresidente de la Junta, hasta la realización de nuevas elecciones. Sin embargo, el pacto se rompe en muy poco tiempo, y en enero de 1986, el NRA toma la ciudad de Kampala sin oposición alguna, poniendo fin a la guerra civil. El nuevo gobierno forma un Consejo Nacional de Resistencia (NRC), conformado por 98 miembros del NRM, del NRA e incluso de algunos partidos de oposición para crear una imagen de unidad nacional. Estos nombran a Yoweri Museveni como Presidente de Uganda, y al mismo tiempo Ministro de Defensa.

### Elecciones Presidenciales de 2026
En junio de 2025, Yoweri Museveni anunció su candidatura para las elecciones presidenciales de enero de 2025..

## Presidencia
Uganda comenzó a participar en un Programa de Recuperación Económica del FMI en 1987. Entre sus objetivos figuraban el restablecimiento de los incentivos para fomentar el crecimiento, la inversión, el empleo y las exportaciones; la promoción y diversificación del comercio, con especial hincapié en la promoción de las exportaciones; la eliminación de las trabas burocráticas y la desinversión de las empresas públicas en dificultades para fomentar el crecimiento económico y el desarrollo sostenibles a través del sector privado, y la liberalización del comercio a todos los niveles. 

### Casos de corrupción
Su gobierno se ha visto envuelto en numerosos casos de corrupción y malversación de fondos públicos, siendo el más sonado la compra de un vehículo de la marca Mercedes Benz S600 blindado, para la conmemoración del quincuagésimo aniversario de la independencia ugandesa del Imperio Británico, con un costo aproximado de 750 millones de chelines ugandeses, unos 300 mil dólares estadounidenses al tipo de cambio, en un país donde el salario normal de un trabajador ronda los 100 dólares mensuales.

### Fundamentalismo cristiano
En el año 2009 fuentes noticiosas reportaron una investigación desarrollada por Jeff Sharlet sobre las conexiones entre Museveni y la organización fundamentalista cristiana norteamericana The Fellowship (conocida como "The Family"). Sharlet indicó que Douglas Coe, líder de la organización "The Fellowship", consideraba a Museveni como un hombre clave para la organización en África
Uganda ha realizado varios intentos legislativos para castigar la homosexualidad con pena de muerte, en los años 2009 y 2011. Los líderes de Canadá, el Reino Unido, los Estados Unidos y Francia han expresado su preocupación sobre los derechos humanos. El periódico británico The Guardian reportó que el presidente demostró su apoyo al esfuerzo legislativo, diciendo entre otras cosas. que "los homosexuales europeos están reclutando en África", y afirmando que las relaciones homosexuales estaban en contra de la voluntad de Dios.